# 若きドン・ジュアンの冒険
『若きドン・ジュアンの冒険』（Les exploits d'un jeune Don Juan）は、ギヨーム・アポリネールが執筆し、1911年に匿名で出版された性愛文学作品、およびその映画化作品の題名。上流階級の少年ロジェを主人公に、彼が夏の休暇を過ごしていた郊外の別荘で繰り広げる奔放な性生活を描く。
「ドン・ジュアン」はドン・ファンのフランス語読み。

## あらすじ
田舎の別荘に母や2人の姉たちとともに夏の休暇を過ごしにやってきた13歳のロジェは、浴室でメイドたちに体を洗ってもらう結構なご身分であったが、ある日若くて美しい叔母にそうしてもらっている最中に、不意に初めての勃起を経験する。森の中で使用人の男女があけっぴろげに繰り広げる遊戯を垣間見、また屋敷の図書室で百科事典などの文献を読みふけった彼は、自分の体に生じ始めた変化の意味を理解する。
図書室での「お勉強」の成果あってオナニーを体得し、自分の道具がその本来の目的に耐えることを確認したロジェは、さっそく屋敷管理人の妻である妊婦を相手に初体験をとげる。それからというもの屋敷はさながらこの貴公子の「ハレム」と化し、彼は召使の女たち、自分の2人の姉、さらには憧れの叔母とも次々にベッドを共にする。
夏が過ぎる頃、屋敷はときならぬ結婚と出産のブームに沸いたが、これらの赤ちゃんの本当の父親が誰かはロジェと相手の女性しか知らない。当のロジェは、自分は祖国の人口増加という愛国的な義務を果たしたまでだと言い放つ。

## 日本語版
本作品は、現在までに数種類の翻訳が出版されている。
1. 硲陽一郎訳　1971年に学芸書林より刊行。
2. 福富操訳『ドン・ジュアン手柄話』の題で1975年に出帆社より刊行。
3. 須賀慣訳　1975年に角川文庫より刊行。その後1983年に富士見書房「ロマン文庫」に収録。本文イラストは大沢泰夫、カバーイラストは米倉斉加年が手がけている。
4. 窪田般彌訳　『若きドン・ジュアンの手柄ばなし』の題で1997年に 河出文庫より刊行。

## 映画化作品
本作品は1987年にフランス・イタリア合作で映画化され（フランス語題は原作のまま、イタリア語題はL'Iniziazione）、日本では『蒼い衝動』の邦題で1988年に公開された。
- 監督 - ジャンフランコ・ミンゴッツィ
- 出演
  - ロジェ - ファブリス・ジョッソ
  - ユルシュール - セレナ・グランディ
  - ロジェの母 - クローディーヌ・オージェ
  - ベルト - ヴィルジニー・ルドワイヤン
  - カート - マリオン・パターソン

基本的な設定はほぼ原作に従っているが、原作にあった年齢や時間軸のずれ（「あらすじ」脚注参照）が修正されたほかにも、いくつか異なる点がある。
- 原作におけるロジェのシニカルなキャラクターは若干薄められ、初体験の相手に一途な初恋の思いを抱くなど、この種の「少年初体験」映画の主人公の定番により近づいている。とはいえ、親族を含む屋敷の女たちを相手の背徳をあっけらかんとした調子でやり遂げる基調は原作と共通している。
- 原作は第一次世界大戦前に執筆・発表されたものであるが、映画は大戦勃発前後を舞台とし、別荘がロジェの「ハレム」と化したのも他の男衆が戦地に取られたためという設定にされている。
- ロジェの初体験の相手は管理人の妻ではなくメイドのユルシュールで、行為のきっかけはロジェが作るものの、行為自体は彼女のリードで進められる（原作では、妊婦を相手の初体験から一貫してロジェの主導でプレイが進められる）。映画全体でもユルシュールはロジェの初恋の思いを受け止める「大人の女性」として、原作よりも重要な位置づけである。ちなみに「ユルシュール」はウルスラのフランス語読み[3]。
- 召使のカートはイギリス人の家庭教師（本名ケイト）という設定になっている。
- 原作ではロジェのすぐ上の姉であったベルトは妹（あるいは年下のいとこ？）とされ、ロジェの武勇伝を興味津々で聞く（場合によってはけしかける）役に回り、ロジェとは最後まで肉体関係を持たない。ラスト、夏の休暇が終わりロジェが町に帰っていくシーンで、ロジェがユルシュールと別れの抱擁を交わす一方で、彼女は自分がロジェに恋心というものを抱いていたらしいことにうすうす気づくが、それを口に出さないまま（もちろんロジェも気づかないまま）別れ、映画を「初恋もの」として完結させるにふさわしい余韻を与えている。